# Ahu Öztürk
Ahu Öztürk (Istanbul, 1976) és una directora de cinema i guionista turca. La seva pel·lícula Toz Bezi va guanyar la Tulipa d’Or a la millor pel·lícula i el premi al millor guió a la secció de Competició Nacional del 35è Festival Internacional de Cinema d'Istanbul. Toz Bezi també es va projectar al 66è Festival Internacional de Cinema de Berlín.

## Biografia
Es va graduar a la Facultat de Lletres de la Universitat de l'Egeu. El 2002, va completar el seu màster al departament de Cinema-TV de l'Institut de Belles Arts de la Universitat de Màrmara. Ha participat en diversos projectes cinematogràfics des de l'any 2000.
Öztürk va rodar el seu primer documental, Sandık, el 2004. L'any 2010 va participar en Kars Öyküleri’ne (Històries de Kars), que consta de 5 curtmetratges, amb la seva pel·lícula Açık Yara (Ferida oberta). La pel·lícula es va projectar en festivals internacionals en molts llocs com Rotterdam, Istanbul, Jerusalem, Sarajevo i Beirut. El seu primer llargmetratge, Toz Bezi'ni 2015 yılında gerçekleştirdi. va rebre premis en molts festivals. Mostra la història de dues assalariades kurdes  la Nesrin i la Hatun, que intenten entendre la vida entre els diferents pols d'Istanbul i dibuixar nous camins. Mentre que l'únic somni de la Hatun és comprar una casa en un dels districtes on va a treballar, la Nesrin, que viu amb la seva filla petita, intenta entendre per què el seu marit va abandonar la casa. Va guanyar la Tulipa d’Or a la millor pel·lícula i el premi al millor guió a la secció de Competició Nacional del 35è Festival de Cinema d'Istanbul celebrat el 2016. També va guanyar el premi especial Mahmut Tali Öngören al Festival Internacional de Cinema d'Ankara. i es va projectar al 66è Festival Internacional de Cinema de Berlín.
En la seva entrevista a Deutsche Welle Turkish, Öztürk subratlla el silenci respecte a aquesta situació afirmant que la pel·lícula està relacionada amb els conflictes, operacions i tocs de queda a l'est de Turquia. Öztürk, que relaciona aquesta situació amb l'actitud discriminatòria que veuen els personatges de la pel·lícula, diu: "Estem tan callats com una sala de cinema, estem veient un infern. Si aquesta pel·lícula es rodés demà o demà passat, diria 'això és massa pesat' i ningú la miraria aquesta vegada.".

## Filmografia
- Toz Bezi
- Kars Öyküleri
- Sandık
- Açık Yara